# سید حسین موسوی تبریزی
سید حسین موسوی تبریزی (زاده ۱۳۲۶ در تبریز) با نام اصلی سید حسین پورمیرغفاری دادستان کل انقلاب در دوران رهبری سید روح‌الله خمینی و نماینده دوره اول و سوم مجلس شورای اسلامی، مجتهد، فقیه، پژوهشگر، نویسنده، دبیر مجمع محققین و مدرسین حوزه علمیه قم و رئیس سابق خانهٔ احزاب است. وی داماد حسین نوری همدانی از مراجع تقلید شیعه است.

## فعالیت‌های سیاسی
موسوی تبریزی پس از انقلاب ۱۳۵۷ به ریاست کل و قاضی شرع دادگاه‌های انقلاب اسلامی استان‌های آذربایجان شرقی و آذربایجان غربی منصوب شد. از جمله اقدامات او در این سمت تصرف دفتر حزب خلق مسلمان در تبریز و خلع سلاح اعضای کمیته‌های این حزب و اعدام برخی از نفرات این گروه بود او سپس در انتخابات مجلس شورای اسلامی شرکت کرده و به سمت نماینده مردم تبریز در مجلس شورای اسلامی انتخاب شد.
موسوی تبریزی در دوره‌های اول و سوم نماینده تبریز در مجلس شورای اسلامی بود. دو برادر وی سید حسن پورمیرغفاری و سید محسن پورمیرغفاری نیز در اولین دوره مجلس شورای اسلامی نماینده مجلس از حوزه‌های انتخابیه هشترود و تبریز بودند. وی که در زمان انقلاب ۱۳۵۷ قاضی دادگاه هم بوده، حکم اعدام حسین تکبعلی‌زاده را صادر کرده بود. وی در مصاحبه ای در سال شصت و زمانی که دادستان کل کشور بود دربارهٔ مخالفین جمهوری اسلامی و به نقل از روایات گفت: «زخمی آنها را باید زخمی تر کرد و اسیرشان را باید کشت»
| دوره نمایندگی | تعداد رای | درصد آراء |
| ------------- | --------- | --------- |
| اول           | ۱۱۶۴۳۹    | ۶۲٫۴۰     |
| سوم           | ۵۴۲۱۰     | ۴۰٫۲۰     |

## اتهام اخلاقی
علی رازینی، از مقام‌های پرسابقه اطلاعاتی و قضایی ایران، گفته آقای موسوی‌تبریزی به این دلیل از دادستانی انقلاب رفت که با «با یک اتهام بسیار ناجوری» روبرو بود. رازینی در توضیح این مسئله گفته بود: «این که یک نفر در رأس مسائل قضایی بیاید از یک متهمی که محکوم به زندان است بخواهد با آن ازدواج کند این چیز مناسبی نیست و از آن بدتر این که محکوم به زندان باشد و به خاطر این که جواب مثبت داده حکم زندان اجرا نشود».

## نقض حقوق بشر
از وی به عنوان یکی از ناقضان حقوق بشر به دلیل سرکوب جریان حزب جمهوری خلق مسلمان ایران و اعدام افراد این حزب و سازمان مجاهدین خلق ایران یاد می‌شود.